# Kantongerecht Assen

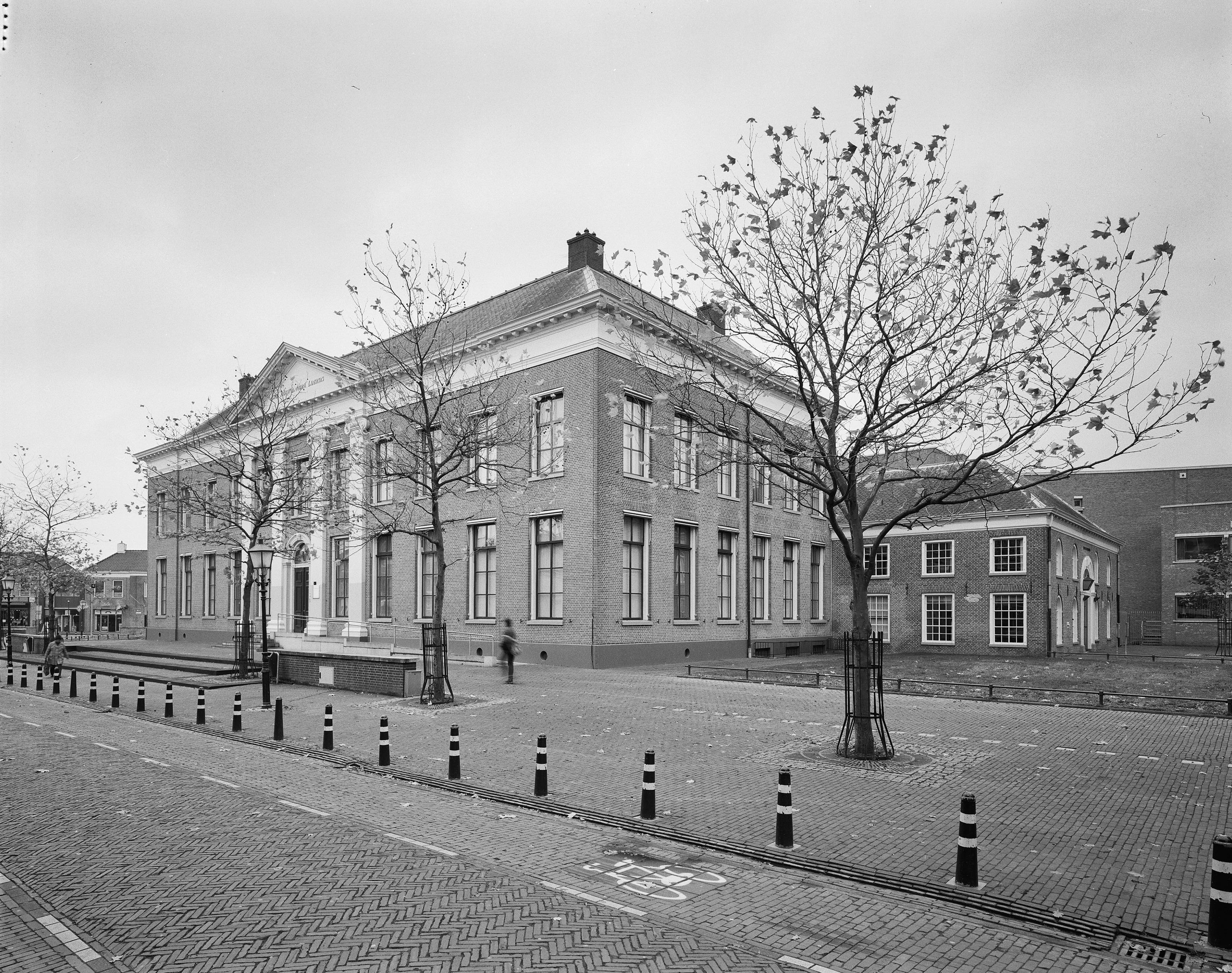
Het Paleis van Justitie aan de Brinkstraat

Het kantongerecht Assen was van 1838 tot 2002 een van de kantongerechten in Nederland. Als kantongerecht in de hoofdstad van een provincie (Drenthe) was het gerecht in Assen een kanton der 1ste klasse. Na het opheffen van het kantongerecht als zelfstandig gerecht in 2001 bleef Assen een sector kanton in de rechtbank. Het gerecht was vanaf 1840 samen met de rechtbank gevestigd in het Paleis van Justitie aan de Brinkstraat. Het gebouw is een rijksmonument.

## Kanton
In de Franse tijd werden de provincies onderverdeeld in arrondissementen en kantons. Drenthe werd als enige provincie niet in meerdere arrondissementen verdeeld. De hele provincie vormde het arrondissement Assen binnen het toenmalige departement van de Westereems. Het arrondissement werd verdeeld in vier kantons, waarvan Assen het eerste kanton vormde. In ieder kanton zetelde een vrederechter. Toen de kantonrechter in 1838 de plaats van de vrederechter innam ging dat gepaard met een forse inkrimping van het aantal kantons. In Drenthe verdween alleen het kanton Dalen. Het kanton Assen bleef hierbij vrijwel ongewijzigd. Het bestond uit de gemeenten: Assen, Anloo, Eelde, Gasselte, Gieten, Norg, Peize, Roden, Rolde, Smilde, Vries, Zuidlaren, Borger, Emmen en Odoorn. De laatste drie gemeenten waren eerder deel van Dalen.

### Aanpassingen
In 1877 was er een herindeling in Nederland. De provinciale hoven werden opgeheven en het aantal rechtbanken en kantongerechten werd ingekrompen. In Drenthe kwam er echter een kanton bij. Het oude kanton Dalen werd min of meer heropgericht als het kanton Emmen. Voor Assen betekende dit dat de gemeenten Emmen en Odoorn uit het kanton verdwenen.
In 1833 was er een tweede reorganisatie. Hierbij werd in Drenthe het kanton Hoogeveen opgeheven. Als gevolg hiervan werd Assen uitgebreid met de gemeenten Beilen en Westerbork. Tegelijkertijd werden de gemeenten Eelde,Peize en Roden ingedeeld bij het kanton Groningen, omdat deze alle drie als randgemeenten van de stad Groningen betere verbindingen met die stad hadden. Tijdens de Oorlog werd dit door de Duitse autoriteiten weer ongedaan gemaakt. In 1951 werd dat ook wettelijk geformaliseerd. Het kanton Assen bleef tot de opheffing van de kantongerechten in 2001 verder ongewijzigd. Wel werd het gebied van de sector kanton in 2008 nog uitgebreid toen de nevenlocatie in Meppel, het oude kantongerecht Meppel, werd gesloten.

## Kantonrechters en griffiers
| Ambtsperiode | Kantonrechter                                      | Bijzonderheden |
| ------------ | -------------------------------------------------- | --- |
| 1838-1867    | Louis graaf van Heiden Reinestein (1809-1882)      | voorheen burgemeester van Zuidlaren, daarna Commissaris des Konings in Drenthe                                                  |
| 1868-1897    | mr Bernard Oosting (1826-1897)                     | voorheen griffier bij het kantongerecht te Assen, in functie overleden                                                          |
| 1897-1907    | mr Nicolaas Theodorus Witkop (1849-1927)           | voorheen kantonrechter te Almelo, eervol ontslagen                                                                              |
| 1907-1919    | mr Nicolaas Pelinck (1857-1919)                    | voorheen griffier bij het kantongerecht te Assen, in functie overleden                                                          |
| 1919-1942    | mr Hidde Kingma Boltjes (1875-1945)                | voorheen kantonrechter te Onderdendam, eervol ontslagen                                                                         |
| Ambtsperiode | Griffier                                           | Bijzonderheden |
| 1838-1839    | Hendrik Jan Camerling (1766-1851)                  | voorheen griffier van het vredegerecht te Dalen, eervol ontslagen                                                               |
| 1839-1857    | mr Petrus Oosting (1812-1857)                      | voorheen advocaat te Assen, in functie overleden                                                                                |
| 1857-1868    | mr Bernard Oosting (1826-1897)                     | voorheen advocaat te Assen, daarna kantonrechter te Assen                                                                       |
| 1868-1877    | mr Johannes van Baalen (1823-1901)                 | voorheen griffier van het kantongerecht te Meppel, op wachgeld gesteld                                                          |
| 1877-1886    | mr Cornelis Tetrode (1849-1929)                    | voorheen substituut-griffier van de arrondissementsrechtbank te Utrecht, daarna rechter in de arrondissementsrechtbank te Assen |
| 1886-1889    | mr Arend Willem baron van Imhoff (1848-1940)       | voorheen griffier van het kantongerecht te Zuidhorn, daarna griffier bij de arrondissementsrechtbank te Assen                   |
| 1889-1891    | mr Rudoph Pabus Cleveringa Azn (1852-1919)         | voorheen ambtenaar van het Openbaar Ministerie te Assen, daarna kantonrechter te Bolsward                                       |
| 1892-1907    | mr Nicolaas Pelinck (1857-1919)                    | voorheen ambtenaar bij het Openbaar Ministerie te Assen, daarna kantonrechter te Assen                                          |
| 1907-1920    | mr Franciscus Jacobus Vlamingh Kiebert (1865-1924) | voorheen griffier van het kantongerecht te Wijk bij Duurstede, daarna kantonrechter te Utrecht                                  |
| 1921-1937    | mr Sacco Richard Wolthers (1886-1962)              | voorheen griffier bij het kantongerecht te Breukelen, daarna kantonrechter te Heerenveen                                        |